# Lovosice závod
Lovosice závod – przystanek kolejowy w miejscowości Lovosice, w kraju usteckim, w Czechach. Znajduje się na wysokości 155 m n.p.m.
Jest zarządzany przez Správę železnic. Na przystanku nie ma możliwości zakupu biletów, a obsługa podróżnych odbywa się w pociągu. Położony jest w przy zakładach przemysłowych.

## Linie kolejowe
- 087 Lovosice - Česká Lípa